# Willem Linnig der Jüngere

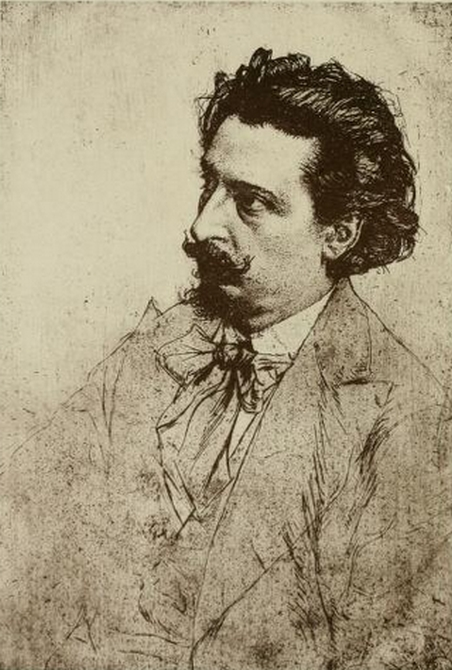
Willem Linnig der Jüngere

Willem Linnig der Jüngere (* 28. August 1842 in Antwerpen; † 3. September 1890 ebenda) war ein belgischer Porträt- und Genremaler sowie Radierer. Außerdem gehörte die Historienmalerei zu seinem Œuvre.

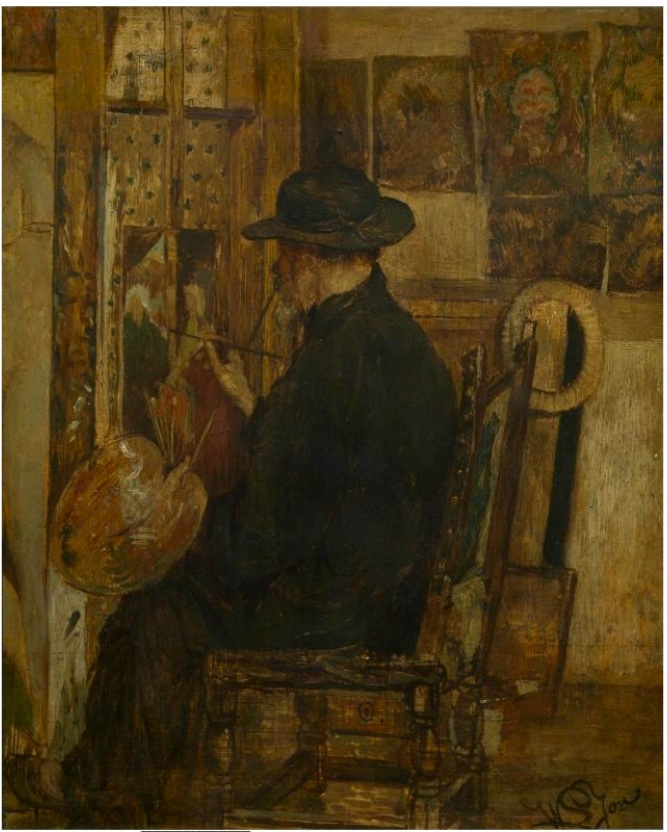
Willem Linnig der Jüngere:
Selbstporträt in seinem Atelier

## Leben
Willem Linnig d. J. war zunächst Schüler seines Vaters Willem Linnig dem Älteren und ging dann 17-jährig für 1½ Jahre zu Jan Antoon Verschaeren (1803–1863) an die Antwerpener Akademie, die Koninklijke Academie voor Schone Kunsten. Später folgte er für weitere Studien seinem Vater nach Weimar, der dort bis 1883 als Professor an der Großherzoglich-Sächsischen Kunstschule tätig war.
Von 1876 bis 1882 hatte Linnig ebenfalls eine Professur an der Weimarer Kunstschule. Zu seinen Schülern gehörten unter anderem Hermann Schlittgen, Paul Baum und Leopold von Kalckreuth. Zurück in Antwerpen im Jahre 1882, widmete er sich hauptsächlich historischen Szenen. Willem Linnig starb kurz nach Vollendung seines 48. Lebensjahres, er wurde auf dem Antwerpener Friedhof Schoonselhof bestattet.

## Werk
Eine wichtige Phase in Linnigs Schaffen bilden drei Werke, die Szenen aus Martin Luthers Leben darstellen. Deren Auftraggeber war der Großherzog Carl-Alexander von Sachsen-Weimar-Eisenach. Es entstanden 18 große Bilder, in denen Szenen aus Luthers Leben von der Schulzeit bis zum Tod dargestellt wurden. Die Bilder wurden ab 1869 innerhalb von 13 Jahren durch Maler der Weimarer Kunstschule geschaffen: Neben Linnig durch den Deutschen Paul Thumann (5) sowie die Belgier Ferdinand Pauwels (7) und Alexander Struys (3). Die Gemälde waren bestimmt für die so genannten Reformationszimmer auf der Wartburg.

## Familie
Linnig entstammte einer Antwerpener Künstlerdynastie des 19ten Jahrhunderts. Neben seinem Vater waren auch seine Onkel und seine Brüder künstlerisch tätig. Schon der Großvater war Maler gewesen, auch die Töchter seines Bruders Benjamin wurden als Malerinnen aktiv.
- Peter Joseph Linnig (1777–1836), Großvater – Möbeltischler
  - Jan Theodor Joseph Linnig (1815–1891), Onkel – Marine- und Landschaftsmaler, Radierer, Kupferstecher
  - Willem Linnig der Ältere (1819–1885), Vater – Historien- und Genremaler, Radierer
    - Willem Linnig der Jüngere
    - Égide Linnig der Jüngere (1844–1908), Bruder – Maler
    - Benjamin (Ben) Linnig (1860–1929), Bruder – Fotograf und Radierer (ex-libris)
      - Zoë Linnig, Nichte – Malerin
      - Diane Linnig, Nichte – Malerin

  - Égide (Egidius) Linnig (1821–1860), Onkel – Marine- und Landschaftsmaler, Radierer

## Werke (Auswahl)
- 1866 Antwerpsche Volksbruiloft.[4]

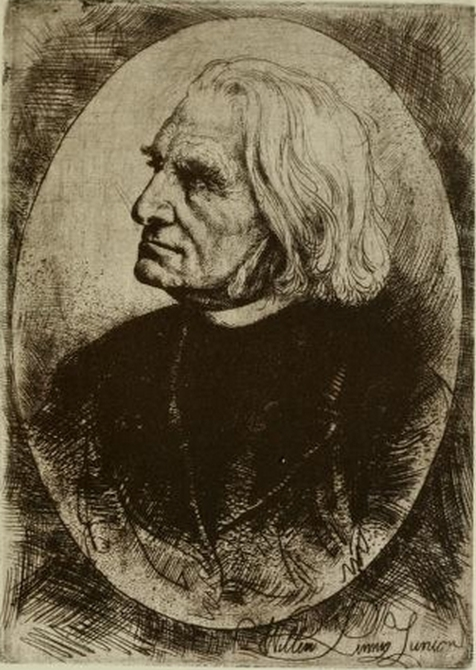
Willem Linnig der Jüngere:
Porträt Franz Liszt

- 1875 Porträt Willem Linnig des Älteren in seinem Atelier[5]
- 1875 De Kosten van het Gelag.[4]
- 1876 Die Wiedertäufer.[2]
- 1876 Versöhnung der Grafen von Mansfeld.[2]
- 1877 Die Zigeunerin. und Der alte Instrumentenmacher. (Kunstausstellung der Kgl. Akademie der Künste, Berlin)
- 1879 Luthers Besuch bei den Pestkranken (Wartburg).[2][6]
- 1880 Luthers Predigt gegen den Ablaßhandel (Wartburg).[2][7]
- 1880 Luthers Trauung mit Katharina von Bora (Wartburg).[2]
- 1880 Karlstadt und die Bilderstürmer.[7]
- 1880 De Krabbe.[4]

- 1861 Zwei Zecher. (Two Drinkers), Radierung[8]
- 1881 Porträt Friedrich Prellers, Radierung
- 1882 Kopf eines Zigeuners, Radierung
- 1883 Porträt des Komponisten Franz Liszt, Radierung